# عنکبوت جهنده سلطنتی

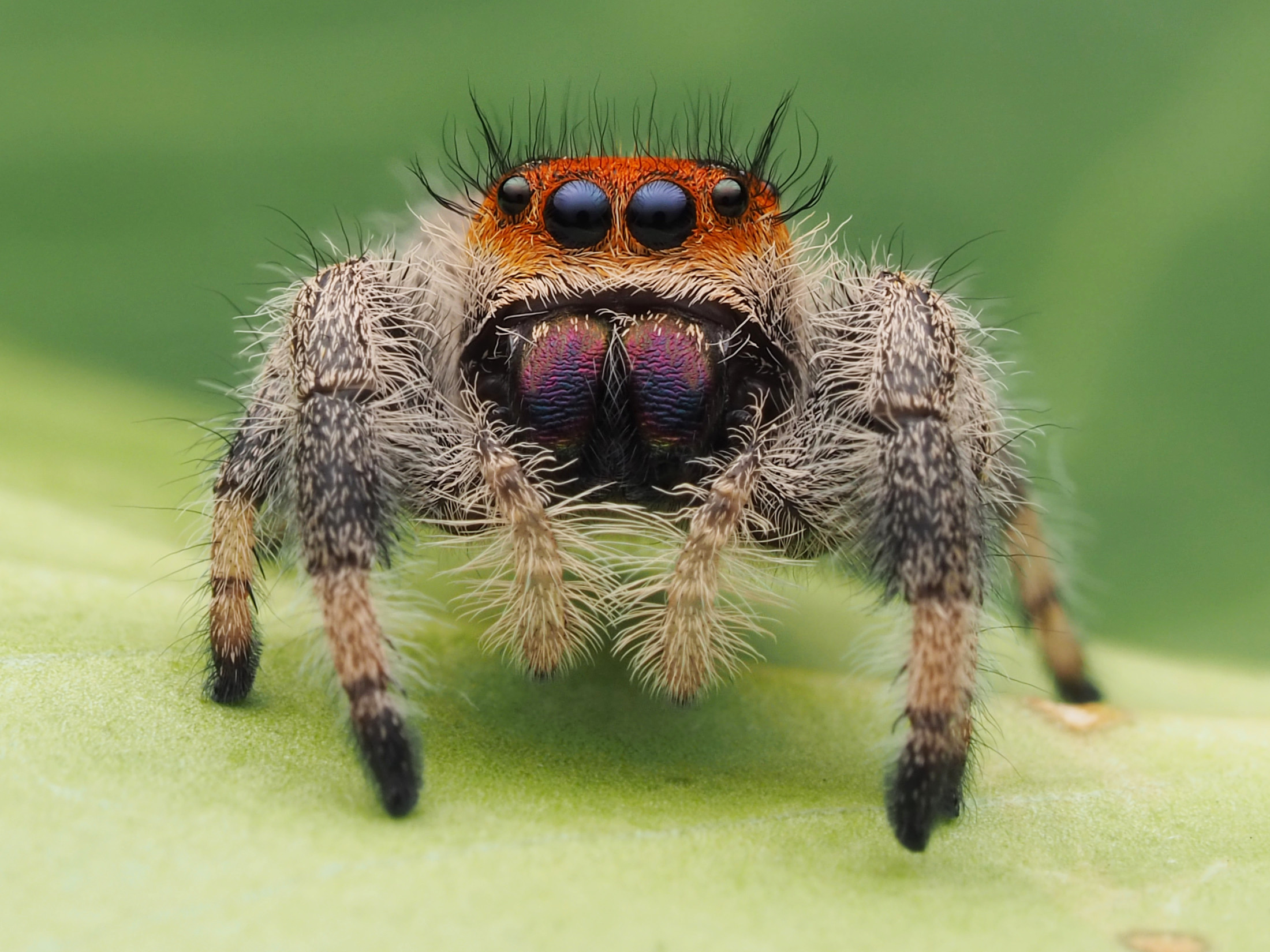
عنکبوت جهندهٔ مادهٔ نابالغ فیدیپوس رجیوس در فلوریدا

عنکبوت جهنده سلطنتی (انگلیسی: regal jumper) یا (انگلیسی: Phidippus regius) یک گونه از عنکبوت‌های جهنده است که در بخش‌هایی از ایالات متحدهٔ آمریکا و کارائیب یافت می‌شود. این بزرگ‌ترین گونهٔ عنکبوت جهنده در شرق آمریکای شمالیاست.
طول بدن نر بالغ این عنکبوت به‌طور متوسط ۱۲ میلی‌متر (۰٫۴۷ اینچ) است، اما می‌تواند بین ۶ تا ۱۸ میلی‌متر (۰٫۲۴ تا ۰٫۷۱ اینچ) متغیر باشد. همچنین، مادهٔ بالغ به‌طور متوسط ۱۵ میلی‌متر (۰٫۵۹ اینچ) طول دارد، اما می‌تواند بین ۷ تا ۲۲ میلی‌متر (۰٫۲۸ تا ۰٫۸۷ اینچ) طول داشته باشد.